# Leichtathletik-Europameisterschaften 2010/Teilnehmer (Finnland)
Finnland nahm mit 42 Sportlern, davon sieben Frauen und 35 Männer, an den Leichtathletik-Europameisterschaften 2010 (27. Juli bis 1. August 2010 in Barcelona) teil.
| Wettbewerb        | Männer | Frauen                                                                |
| ----------------- | --- | --------------------------------------------------------------------- |
| 100 m             | Hannu Hämäläinen (16. Platz) Joni Rautanen (28. Platz)                                                                                           |                                                                       |
| 200 m             | Jonathan Åstrand (11. Platz) |                                                                       |
| 800 m             | Mikko Lahtio (Nicht gestartet) |                                                                       |
| 1500 m            | Mikael Bergdahl (19. Platz) Jonas Hamm (22. Platz) Niclas Sandells (15. Platz)                                                                   |                                                                       |
| 5000 m            | Matti Räsänen (22. Platz) Jussi Utriainen (26. Platz)                                                                                            |                                                                       |
| 10.000 m          | Matti Räsänen (17. Platz) Jussi Utriainen (13. Platz)                                                                                            |                                                                       |
| 3000 m Hindernis  | Joonas Harjamäki (22. Platz) Jukka Keskisalo (Nicht gestartet) Janne Ukonmaanaho (16. Platz)                                                     | Sandra Eriksson (14. Platz)                                           |
| 110 m Hürden      | Juha Sonck (21. Platz) |                                                                       |
| 400 m Hürden      | Jussi Heikkilä (23. Platz) | Ilona Ranta (19. Platz)                                               |
| Hochsprung        | Osku Torro (21. Platz) |                                                                       |
| Stabhochsprung    | Vesa Rantanen (17. Platz) Eemeli Salomäki (13. Platz)                                                                                            | Minna Nikkanen (9. Platz)                                             |
| Weitsprung        | Tommi Evilä (10. Platz) Otto Kilpi (17. Platz) Petteri Lax (7. Platz)                                                                            |                                                                       |
| Diskuswurf        | Frantz Kruger (20. Platz) Mikko Kyyrö (22. Platz)                                                                                                | Sanna Kämäräinen (20. Platz) Tanja Komulainen (kein gültiger Versuch) |
| Hammerwurf        | Olli-Peka Karjalainen (10. Platz) Tuomas Seppänen (15. Platz) David Söderberg (13. Platz)                                                        | Merja Korpela (8. Platz)                                              |
| Speerwurf         | Harri Haatainen (17. Platz) Tero Järvenpää (Nicht gestartet) Tero Pitkämäki (Bronze) Antti Ruuskanen (Nicht gestartet) Teemu Wirkkala (5. Platz) | Oona Sormunen (kein gültiger Versuch)                                 |
| Zehnkampf         | Mikko Halvari (20. Platz) |                                                                       |
| 50 km Gehen       | Jarkko Kinnunen (Disqualifiziert) |                                                                       |
| 4 × 100 m Staffel | (7. Platz) Hannu Ali-Huokuna Jonathan Åstrand Hannu Hämäläinen Visa Hongisto Joni Rautanen Niko Taavitsainen                                     |                                                                       |